# Овчинников, Илья Дмитриевич
Илья Дмитриевич Овчинников (род. 31 октября 2001, Чайковский, Пермская область) — российский хоккеист, нападающий.

## Биография
Воспитанник екатеринбургского «Спартаковца». С сезона 2018/19 — игрок команды МХЛ «Авто», за которую выступал четыре года. 14 сентября 2019 года в гостевом матче против «Нефтехимика» дебютировал за «Автомобилист» в КХЛ. С 2021 года также стал выступать за фарм-клуб «Горняк» Учалы из ВХЛ.